# Tribonanthes longipetala
Tribonanthes longipetala är en enhjärtbladig växtart som beskrevs av John Lindley. Tribonanthes longipetala ingår i släktet Tribonanthes och familjen Haemodoraceae. Inga underarter finns listade.